# Serie A 2017/18
De Serie A 2017/18 was het 116de voetbalkampioenschap in Italië en het 86e seizoen van de Serie A, de hoogste voetbaldivisie in Italië. Het seizoen begon op 20 augustus 2017 en eindigde op zondag 20 mei 2018.
Deelnemers waren zeventien clubs van het vorige seizoen en de gepromoveerde teams uit de Serie B van het seizoen 2016/17. Dit waren kampioen SPAL, runner-up Hellas Verona en play-offwinnaar Benevento. SPAL keerde na 49 jaar terug op het hoogste niveau, Hellas Verona keerde terug na een jaar afwezigheid en Benevento debuteerde. Zij namen de plaatsen in van de gedegradeerde clubs Empoli, Palermo en Pescara.

## Teams
| Logo | Club           | Stad      | Stadion                       | Capaciteit | Seizoen 2016/17         | Trainer              |
| ---- | -------------- | --------- | ----------------------------- | ---------- | ----------------------- | -------------------- |
|      | Atalanta       | Bergamo   | Atleti Azzurri d'Italia       | 26.542     | 4e in Serie A           | Gian Piero Gasperini |
|      | Benevento      | Benevento | Stadio Ciro Vigorito          | 20.000     | Play-offwinnaar Serie B | Marco Baroni         |
|      | Bologna        | Bologna   | Stadio Renato Dall'Ara        | 38.279     | 15e in Serie A          | Roberto Donadoni     |
|      | Cagliari       | Cagliari  | Stadio Sant'Elia              | 16.233     | 11e in Serie B          | Massimo Rastelli     |
|      | Chievo         | Verona    | Marc'Antonio Bentegodi        | 38.402     | 14e in Serie A          | Rolando Maran        |
|      | Crotone        | Crotone   | Stadio Ezio Scida             | 16.547     | 17e in Serie A          | Davide Nicola        |
|      | Fiorentina     | Florence  | Stadio Artemio Franchi        | 47.282     | 8e in Serie A           | Stefano Pioli        |
|      | Genoa          | Genua     | Stadio Luigi Ferraris         | 36.685     | 16e in Serie A          | Ivan Jurić           |
|      | Hellas Verona  | Verona    | Stadio Marc'Antonio Bentegodi | 38.402     | Runner-up Serie B       | Fabio Pecchia        |
|      | Internazionale | Milaan    | Stadio Giuseppe Meazza        | 80.018     | 7e in Serie A           | Luciano Spalletti    |
|      | Juventus       | Turijn    | Juventus Stadium              | 41.507     | 1e in Serie A           | Massimiliano Allegri |
|      | Lazio          | Rome      | Stadio Olimpico               | 72.698     | 5e in Serie A           | Simone Inzaghi       |
|      | Milan          | Milaan    | San Siro                      | 80.018     | 6e in Serie A           | Vincenzo Montella    |
|      | Napoli         | Napels    | Stadio San Paolo              | 60.240     | 3e in Serie A           | Maurizio Sarri       |
|      | Roma           | Rome      | Stadio Olimpico               | 72.698     | 2e in Serie A           | Eusebio Di Francesco |
|      | Sampdoria      | Genua     | Stadio Luigi Ferraris         | 36.685     | 10e in Serie A          | Marco Giampaolo      |
|      | Sassuolo       | Sassuolo  | Stadio Città del Tricolore    | 23.717     | 12e in Serie A          | Cristian Bucchi      |
|      | SPAL           | Ferrara   | Stadio Paolo Mazza            | 12.348     | Kampioen Serie B        | Leonardo Semplici    |
|      | Torino         | Turijn    | Stadio Grande Torino          | 27.994     | 9e in Serie A           | Siniša Mihajlović    |
|      | Udinese        | Udine     | Stadio Friuli                 | 25.144     | 13e in Serie A          | Luigi Delneri        |

## Eindstand
| Pos | Club             | Gs | W  | G  | V  | Pnt | Dv | Dt | Ds  |
| --- | ---------------- | -- | -- | -- | -- | --- | -- | -- | --- |
| 1.  | Juventus         | 38 | 30 | 5  | 3  | 95  | 86 | 24 | +62 |
| 2.  | Napoli           | 38 | 28 | 7  | 3  | 91  | 77 | 29 | +48 |
| 3.  | AS Roma          | 38 | 23 | 8  | 7  | 77  | 61 | 28 | +33 |
| 4.  | Internazionale   | 38 | 20 | 12 | 6  | 72  | 66 | 30 | +36 |
| 5.  | Lazio            | 38 | 21 | 9  | 8  | 72  | 89 | 49 | +40 |
| 6.  | AC Milan *       | 38 | 18 | 10 | 10 | 64  | 56 | 42 | +14 |
| 7.  | Atalanta Bergamo | 38 | 16 | 12 | 10 | 60  | 57 | 39 | +18 |
| 8.  | Fiorentina       | 38 | 16 | 9  | 13 | 57  | 54 | 46 | +8  |
| 9.  | Torino FC        | 38 | 13 | 15 | 10 | 54  | 54 | 46 | +8  |
| 10. | UC Sampdoria     | 38 | 16 | 6  | 16 | 54  | 56 | 60 | –4  |
| 11. | US Sassuolo      | 38 | 11 | 10 | 17 | 43  | 29 | 59 | –30 |
| 12. | Genoa CFC        | 38 | 11 | 8  | 19 | 41  | 33 | 43 | –10 |
| 13. | Udinese          | 38 | 12 | 4  | 22 | 40  | 48 | 63 | –15 |
| 14. | Chievo Verona    | 38 | 10 | 10 | 18 | 40  | 36 | 59 | –23 |
| 15. | Bologna FC 1909  | 38 | 11 | 6  | 21 | 39  | 40 | 52 | –12 |
| 16. | Cagliari         | 38 | 11 | 6  | 21 | 39  | 33 | 61 | –28 |
| 17. | SPAL             | 38 | 8  | 14 | 16 | 38  | 39 | 59 | –20 |
| 18. | FC Crotone       | 38 | 9  | 8  | 21 | 35  | 40 | 66 | –26 |
| 19. | Hellas Verona    | 38 | 7  | 4  | 27 | 25  | 30 | 78 | –48 |
| 20. | Benevento Calcio | 38 | 6  | 3  | 29 | 21  | 33 | 84 | –51 |

* AC Milan werd in juni 2018 voor twee jaar uitgesloten van deelname aan Europees voetbal omdat het de financiële regels van de UEFA heeft overtreden. De club is hiertegen met succes in beroep gegaan en mag toch Europees voetbal spelen.

### Legenda
| Kleur | Kwalificatie voor                               |
| ----- | ----------------------------------------------- |
|       | Champions League, Groepsfase                    |
|       | Winnaar Coppa Italia, Europa League, Groepsfase |
|       | Europa League, Groepsfase                       |
|       | Europa League, Tweede voorronde                 |
|       | Degradatie naar de Serie B                      |

Atalanta · 
Bologna · 
Cagliari · 
Como · 
Empoli · 
Fiorentina · 
Genoa · 
Hellas Verona · 
Internazionale · 
Juventus · 
Lazio · 
Lecce · 
Milan · 
Monza · 
Napoli · 
Parma · 
Roma · 
Torino · 
Udinese · 
Venezia
Nationale competities:
Albanië · Andorra · Armenië · België · Bosnië en Herzegovina · Bulgarije · Cyprus · Denemarken · Duitsland · Engeland · Estland ('17 '18) · Faeröer ('17 '18) · Finland ('17 '18) · Frankrijk · Gibraltar · Griekenland · Hongarije · IJsland ('17 '18) · Ierland ('17 '18) · Israël · Italië · Kazachstan ('17 '18) · Kroatië · Letland ('17 '18) · Litouwen ('17 '18) · Luxemburg · Macedonië · Malta · Moldavië ('17 '18) · Montenegro · Nederland · Noord-Ierland · Noorwegen ('17 '18) · Oekraïne · Oostenrijk · Polen · Portugal · Roemenië · Rusland · San Marino · Schotland · Servië · Slovenië · Slowakije · Spanje · Tsjechië · Turkije · Wales · Zweden ('17 '18) · Zwitserland
Europese competities: Super Cup 2017 · Champions League · Europa League
Scudetto:
1898 ·
1899 ·
1900 ·
1901 ·
1902 ·
1903 ·
1904 ·
1905 ·
1906 ·
1907 ·
1908 ·
1909 ·
1909/10 ·
1910/11 ·
1911/12 ·
1912/13 ·
1913/14 ·
1914/15 ·
1915/16 · 1916/17 · 1917/18 · 1918/19 · 
1919/20 ·
1920/21 ·
1921/22 ·
1922/23 ·
1923/24 ·
1924/25 ·
1925/26 ·
1926/27 ·
1927/28 ·
1928/29

Serie A:
1929/30 ·
1930/31 ·
1931/32 ·
1932/33 ·
1933/34 ·
1934/35 ·
1935/36 ·
1936/37 ·
1937/38 ·
1938/39 ·
1939/40 ·
1940/41 ·
1941/42 ·
1942/43 ·
1944/45 ·
1945/46 ·
1946/47 ·
1947/48 ·
1948/49 ·
1949/50 ·
1950/51 ·
1951/52 ·
1952/53 ·
1953/54 ·
1954/55 ·
1955/56 ·
1956/57 ·
1957/58 ·
1958/59 ·
1959/60 ·
1960/61 ·
1961/62 ·
1962/63 ·
1963/64 ·
1964/65 ·
1965/66 ·
1966/67 ·
1967/68 ·
1968/69 ·
1969/70 ·
1970/71 ·
1971/72 ·
1972/73 ·
1973/74 ·
1974/75 ·
1975/76 ·
1976/77 ·
1977/78 ·
1978/79 ·
1979/80 ·
1980/81 ·
1981/82 ·
1982/83 ·
1983/84 ·
1984/85 ·
1985/86 ·
1986/87 ·
1987/88 ·
1988/89 ·
1989/90 ·
1990/91 ·
1991/92 ·
1992/93 ·
1993/94 ·
1994/95 ·
1995/96 ·
1996/97 ·
1997/98 ·
1998/99 ·
1999/00 ·
2000/01 ·
2001/02 ·
2002/03 ·
2003/04 ·
2004/05 ·
2005/06 ·
2006/07 ·
2007/08 ·
2008/09 ·
2009/10 ·
2010/11 ·
2011/12 ·
2012/13 ·
2013/14 ·
2014/15 ·
2015/16 ·
2016/17 .
2017/18 ·
2018/19 ·
2019/20 ·
2020/21 ·
2021/22 ·
2022/23 ·
2023/24 .
2024/25